# Antonio Martínez Penella
Antonio Martínez Penella (Masanasa, Valencia, 3 de enero de 1917-Bayona, Pontevedra, 2008) fue un escultor valenciano que decoró varias iglesias y edificios públicos en el franquismo.

## Biografía

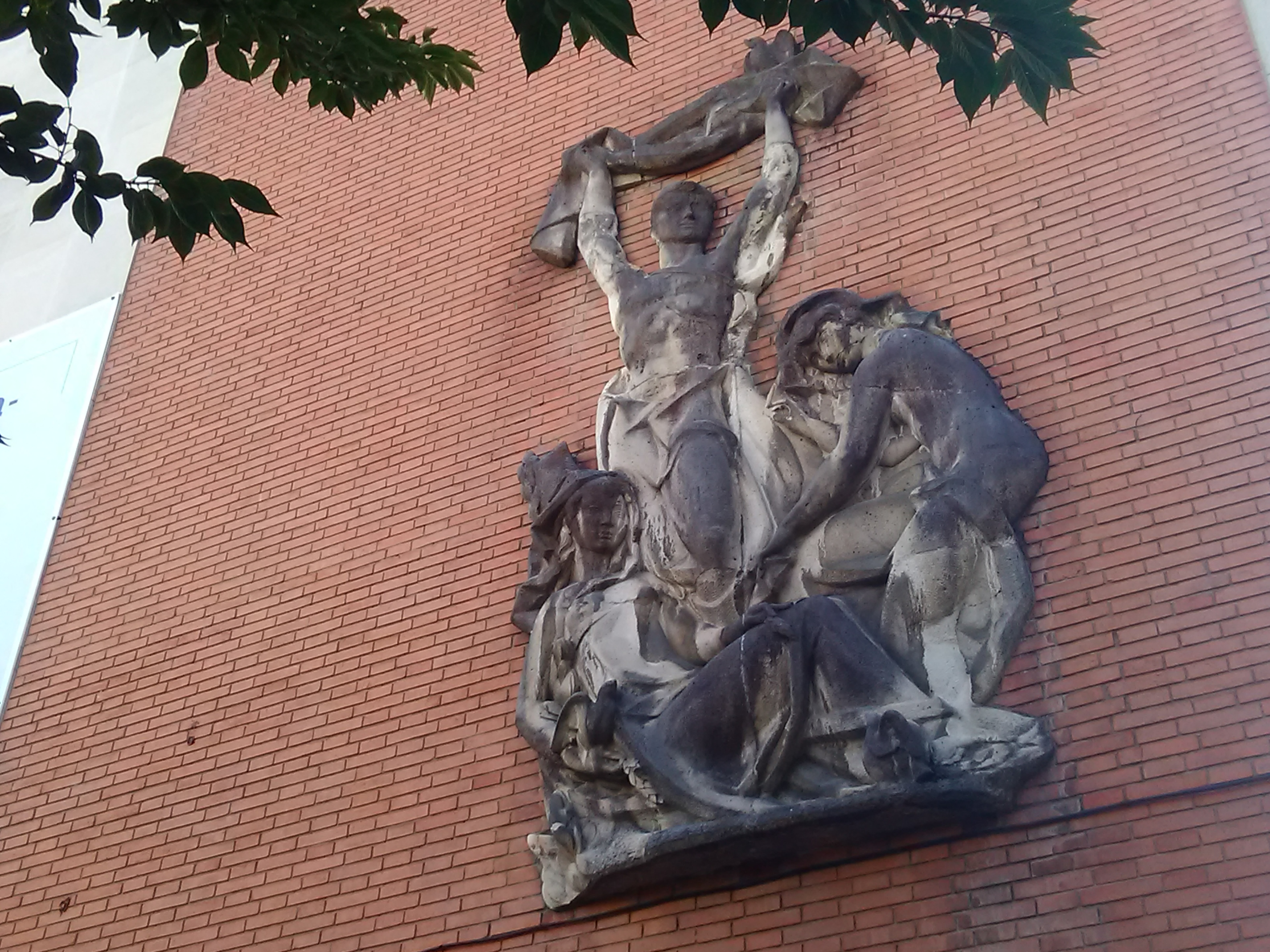
Escultura en el Ambulatorio de Éibar (Guipúzcoa).

Hijo de los agricultores Antonio Martínez y Vicenta Penella, comenzó como aprendiz en un taller de cantería a los 12 años. En 1930, ingresó en la Escuela de Artes y Oficios Artísticos de Valencia. Tras la interrupción de la Guerra civil española y el servicio militar prosiguió en los talleres de los maestros Carmelo Vicent y hermanos Capuz.
Sus primeros trabajos consistieron en la reparación de imaginería religiosa dañada en la guerra. En 1943 consiguió una plaza por oposición en la Diputación de Valencia; en adelante su recorrido fue "meteórico": en 1944 ganó el Premio Nacional de Escultura de España; en 1945 quedó tercero a nivel del estado, y en 1948 segundo en Valencia. A finales de la década de 1950 se trasladó a Madrid, gracias a una beca de la Real Academia de Bellas Artes de San Fernando, y realizó algunas estancias en Londres y en París. En 1963 ganó la cátedra de la Escuela Superior de Bellas Artes de San Fernando.
En 1960 se casó con la escultora Michele Lescure, que se encontraba becada en la Casa de Velázquez; tuvieron dos hijos, Paloma y Antonio. Desde la década de 1960 se dedicó a la enseñanza de dibujo, pasando en 1985 a la Facultad de Bellas Artes de San Fernando en la Universidad Complutense de Madrid. En esta época alternó la enseñanza y los encargos de escultura, a veces con la ayuda de su esposa. Con 68 años se retiró. De 1993 en adelante pasó largas temporadas en Bayona (Pontevedra), a donde acabó trasladando su residencia. Allí murió con 91 años.

## Estilo

Sede de la Cámara Agraria, Paseo Puerta del Ángel, Recinto Ferial Casa de Campo, Madrid

Uno de los motivos más repetidos en Penella fue el desnudo humano. Se dijo de sus esculturas que tenían "un carácter plástico fuerte, sentido moderno y la calidad clásica".

## Obras

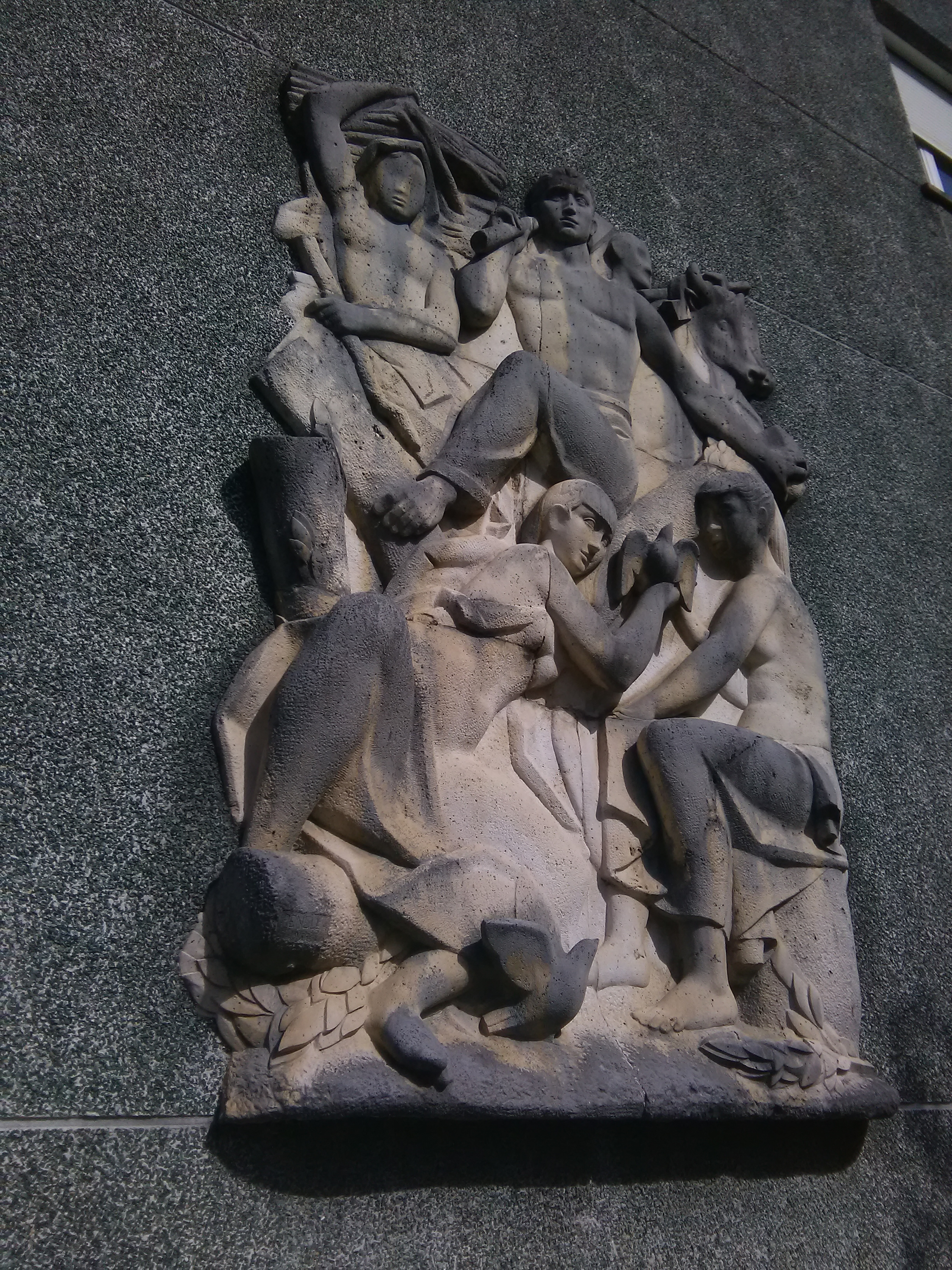
Escultura en el Hospital de San Sebastián (Guipúzcoa).

Sus trabajos (en piedra, madera, bronce, yeso...) se encuentran dispersos por toda España. Entre otros:
- 1953: Ambulatorio de Éibar (Guipúzcoa).[7]
- 1953: retablo de la iglesia de San Miguel (Pamplona).[8]
- 1955: esculturas en San Pedro de Mezonzo (La Coruña).[9]
- 1957: Hospital de San Sebastián (Guipúzcoa).
- 1959: iglesia de Santa Rita (Madrid).[10][11][12]
- 1965: Casa de Salud Padre Manjón (Elda, Alicante).[13]
- 1965: iglesia de San Juan Bosco.[14]
- 1965: reconstrucción del busto de Goya de Ramón de la Cruz.[15]
- Esculturas del Palacio de Justicia (Castelló).
- Esculturas del Palacio de Justicia (Tarragona).